# Santa Maria della Purificazione ai Monti

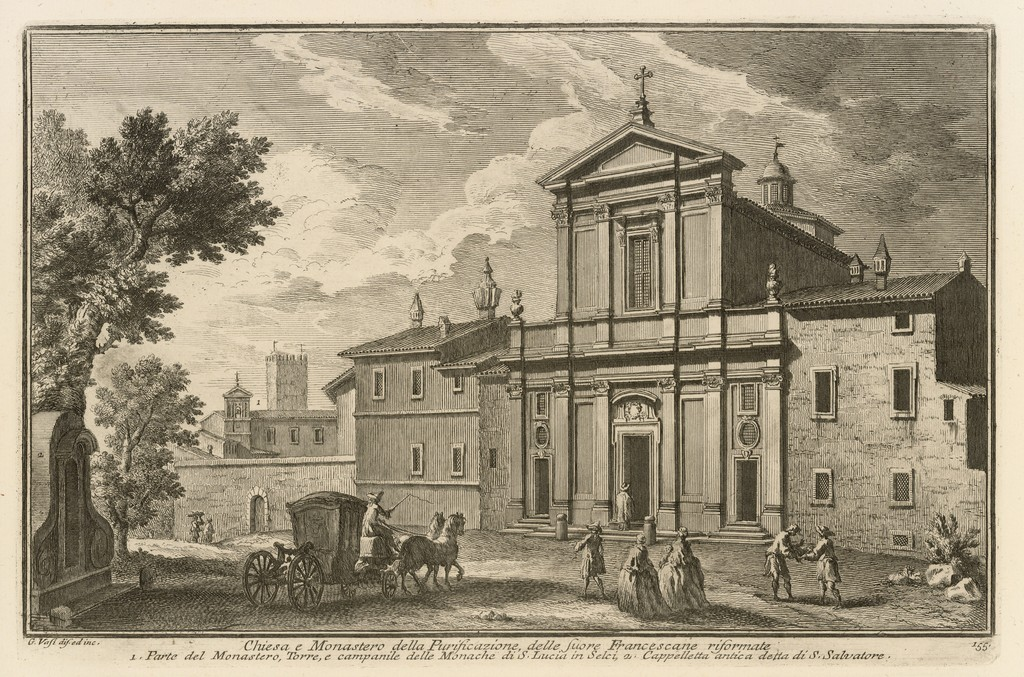
Gravura de Giuseppe Vasi (1758) mostrando a fachada da igreja, parcialmente preservada ainda hoje no local. A entrada da Cappellina del Santissimo Salvatore é no pequeno monumento visível à esquerda.

Santa Maria della Purificazione ai Monti era uma igreja de Roma que ficava no interior do Monastero della Purificazione na altura do número 24 da Via delle Sette Sale, no rione Monti, a sudeste de San Pietro in Vincoli. Era dedicada a Nossa Senhora da Luz.

## História
Antes do saque de Roma de 1527, havia uma igreja nas imediações chamada Santa Maria in Monasterio, que alguns autores afirmam que ficava no mesmo lugar. Outra hipótese, mais em linha com as fontes mais novas, é que ela ficava logo a oeste de San Pietro in Vincoli. O convento do qual Santa Maria della Purificazione era a igreja foi fundado postumamente por um nobre local chamado Mario Ferro Orsini, devoto de Nossa Senhora da Luz por ter nascido no dia de sua festa (2 de fevereiro), que deixou uma grande soma de dinheiro em testamento justamente para este fim em 1588. O local escolhido na época pertencia ao antigo convento cartuxo de Santa Lucia in Selci, cujos monges venderam a porção oeste da propriedade para permitir a construção do novo convento. O espaçoso complexo ficou pronto para receber as freiras Clarissas em 1600. Em 1643, as freiras receberam uma outra grande doação do marquês Felice Zacchia Rodanini. As freiras da congregação ficaram conhecidas como "Concettine" para distingui-las de outras comunidades de Clarissas na cidade e rapidamente ganharam fama por sua vida em estrita observância das regras e de enclausuramento.
Todo o convento foi confiscado pelos invasores franceses em 1810 e utilizado como quartel para seus soldados. Terminada a ocupação, as freiras não retornaram e a propriedade foi comprada "por um genovês", que demoliu a maioria dos edifícios e deixou os que sobraram em ruínas. A comunidade em si se mudou para um convento localizado na esquina da Via Merulana com a Via delle Sette Sale, conhecido como Annunziata, mas este também foi demolido, juntamente com sua capela, em 1886 para permitir a construção do Palazzo Brancaccio.
Os Cônegos Regulares de Latrão acabaram adquirindo a propriedade do convento original depois que o governo confiscou-a em 1873 e a revendeu para particulares. Em 1883, eles construíram uma pequena capela no local, chamada Capella di Santa Maria della Concezione, no local onde ficava a sacristia da antiga igreja. A intenção era construir uma escola para os alunos da ordem, mas o objetivo levou um longo tempo para se realizar. As obras começaram em 1928 e o moderno Collegio San Vittore só abriu em 1949.
As ruínas da igreja foram quase totalmente eliminadas pela construção da nova biblioteca, mas parte da fachada foi incorporada nas paredes do novo edifício.

## Cappellina del Santissimo Salvatore
No início do século XVIII, um minúsculo recinto de planta quadrada foi descoberto bem embaixo do piso à frente da entrada da igreja, provavelmente um edifício parte do antigo mosteiro cartuxo de Santa Lucia in Selci. Na época, ele estava decorado com afrescos do século XIV, que foram restaurados. Um novo portal com um par de volutas gigantes foi construído para marca o local de onde descia uma escada que levava até o local, que apareceu no Mapa de Nolli de 1748. Os afrescos mostravam Cristo dando bençãos flanqueado por Nossa Senhora, São Pedro, São Paulo e São João Batista. As freiras acrescentaram uma janela para iluminar o recinto e uma estátua de "Nossa Senhora do Mosteiro". O Liber Pontificalis, em sua entrada sobre o papa Leão III (r. 795-816), menciona um mosteiro cujo nome, em italiano, era Santa Maria di Lutara. Uma teoria antiga, que veio à tona logo depois da descoberta da capela, identificou-o com o antigo convento cartuxo, mas não se sabe com base em quê, uma ver que ele só aparece uma vez nas fontes e não há outras pistas geográficas.

## Descrição
De maneira geral, a igreja tem uma planta retangular. A nave, sem corredores, tinha três baias antes do arco triunfal e depois um presbitério. Este último, sem uma abside, tinha os cantos chanfrados e uma cúpula rasa octogonal com uma lanterna assentada num baixo tambor. A entrada não dava para a rua, mas para um grande pátio em forma de cunha com muitas árvores, ao qual se acedia através de um portal. Este não era parte do claustro e podia ser utilizado pelo público. A igreja estava orientada de noroeste para sudeste e contava com sacristia, uma casa do capelão e um pequeno jardim para ele entre ela e a rua. O convento propriamente dito ficava para leste da igreja e era acessado através do que parecia ser a entrada lateral esquerda para a igreja. Ele contava com um grande claustro de planta quadrada com os cantos orientados nos pontos cardeais, mas com o norte arredondado. O que aparentemente era um espetacular passeio arcado ao longo de toda a curvatura foi criado ali; o lado sudoeste também era arcado, mas o sudeste não era. Uma outra ala se estendia para o sudeste, com uma arcada de frente para os jardins acessível através de um portal a partir da extremidade leste da arcada curva principal. Os jardins eram bem grandes.
A fachada barroca tinha dois andares. O primeiro tinha seis pilastras com capiteis reaproveitados flanqueando a entrada, com duas entradas laterais aparentes entre os dois pares externos. Porém, a do lado esquerdo levava ao convento e não à igreja e a da direita, aos aposentos do capelão, pois a igreja não tinha corredores. Sobre cada uma dessas entradas laterais ficava uma janela redonda com uma outra retangular acima. A entrada da igreja não tinha um tímpano e nem um frontão, mas um arquivolta flutuante em alvenaria sobre um brasão. O entablamento assentado sobre duas pilastras era encimado por um plinto, que tinha um par de finiais em formato de tocha nas extremidades exteriores. O segundo andar estava assentado ali e a continuação das pilastras de baixo eram marcadas por relevos. Este andar tinha quatro pilastras coríntias coroadas por um entablamento e um frontão triangular com uma grande janela retangular com uma cornija em mísulas.
A entrada rusticação e as seis pilastras do primeiro andar sobreviveram, mas o frontão e os capiteis das pilastras de cima foram removidas. Nenhuma das janelas atuais é original. Atualmente, o nível da rua é muito mais alto do que no século XVIII e o que restou da Capellina está quase todo enterreado e o acesso é perigoso; os afrescos se perderam.